# Omsorgspartiet i Arboga

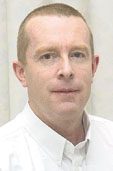
Carl-Erik Almskoug

Omsorgspartiet i Arboga (OPA) var ett lokalt politiskt parti i Arboga kommun.

## Historik
Grundare av partiet var Carl-Erik Almskoug (partiledare) och Sune Gustafsson (partisekreterare). Partiet bildades den 21 februari 2002 och kom in med 4 mandat av då 41 med 10,6% av rösterna i kommunvalet samma år. Partiet samarbetade först med den borgerliga oppositionen men efter valet 2006 fram till 2010 så hade de ett brett samarbete med dåvarande kommunalrådet Olle Ytterberg från Socialdemokraterna och Dan Karlsson från Vänsterpartiet. Efter valet 2010 så samarbetade partiet med Socialdemokraterna, Vänsterpartiet och Centerpartiet fram till 2016 då man istället, tillsammans med Vänsterpartiet och Centerpartiet, gick över till att samarbeta med Moderaterna, Miljöpartiet, Liberalerna och Kristdemokraterna och såg därmed till att Arboga för första gången sedan 1919 fick sitt första borgerliga kommunalråd och gjorde dåvarande oppositionsledaren för Moderaterna, Anders Röhfors till kommunstyrelsens ordförande. Omsorgspartiet var under perioden 2016-2022 en del av en sjupartskoalition tillsammans med Moderaterna, Kristdemokraterna, Liberalerna, Miljöpartiet, Centerpartiet, och Vänsterpartiet. Efter valet 2010 utsågs Carl-Erik Almskoug till ordförande i Tekniska nämnden som han innehöll fram till nämndens nedläggning 2019. Carl-Erik fick istället nya uppdrag som vice ordförande i kommunfullmäktige, styrelseordförande för Arboga kommuns nybildade VA-bolag, ordförande i Arbogaåns rensning- och vattenavledningsföretag. 
I valet 2018 var partiet helt uträknat av många men kom över 2% spärren i kommunvalet i Arboga. De bestämde sig för att återigen ingå i en P7-allians som tog över makten från Socialdemokraterna efter 97 års styre år 2016. Inför valet 2022 är Omsorgspartiet återigen uträknat att komma in igen efter turen partiet hade med sig 2018. Under augusti 2022 valde socialdemokraternas yngsta kandidat i Arboga, David Johansson (född 2001) att lämna alla sina uppdrag samt det socialdemokratiska partiet för att gå med i OPA efter internt bråk om hans personvalskampanj.
Värvningen av David Johansson från Socialdemokraterna i Arboga precis 1 vecka innan valet 2022 lyckades inte rädda kvar partiet i kommunfullmäktige. OPA åkte ut efter 20 års politiskt lokalarbete d.v.s. 5 mandatperioder, år 2023 så lades partiet ner efter nästan 21 år som verksamma.

## Valresultat
| År   | Röster | %     | Mandat  |
| ---- | ------ | ----- | ------- |
| 2002 | 867    | 10,56 | 4 av 41 |
| 2006 | 537    | 6,62  | 3 av 41 |
| 2010 | 228    | 2,71  | 1 av 41 |
| 2014 | 157    | 1,77  | 1 av 41 |
| 2018 | 211    | 2,30  | 1 av 41 |
| 2022 | 125    | 1,38  | 0 av 31 |